# Мідвей (біля Баффало-Спрингз, округ Галіфакс, Вірджинія)
36°38′28″ пн. ш. 78°43′34″ зх. д. / 36.64111° пн. ш. 78.72611° зх. д.
Мідвей — це невключена громада в окрузі Галіфакс, Вірджинія, США, поблизу Баффало-Спрингз. Вона розташована на висоті 125 метрів над рівнем моря.